# Astghadzor (ort)
Astghadzor (armeniska: Աստղաձոր) är en ort i Armenien. Den ligger i provinsen Gegharkunik, i den centrala delen av landet, 70 kilometer öster om huvudstaden Jerevan. Astghadzor ligger 2 042 meter över havet och antalet invånare är 3 520.
Terrängen runt Astghadzor är kuperad söderut, men norrut är den platt. Terrängen runt Astghadzor sluttar norrut. Närmaste större samhälle är Martuni, 4,6 kilometer väster om Astghadzor. 
Trakten runt Astghadzor består i huvudsak av gräsmarker. Runt Astghadzor är det ganska tätbefolkat, med 72 invånare per kvadratkilometer.